# Добчиці (гміна)
Гміна Добчиці (пол. Gmina Dobczyce) — місько-сільська гміна у південній Польщі. Належить до Мисленицького повіту Малопольського воєводства.
Станом на 31 грудня 2011 у гміні проживало 14858 осіб.

## Площа
Згідно з даними за 2007 рік площа гміни становила 66.63 км², у тому числі:
- орні землі: 52.00%
- ліси: 23.00%

Таким чином, площа гміни становить 9.90% площі повіту.

## Населення
Станом на 31 грудня 2011:
| Опис     | Загалом | Загалом | Чоловіки | Чоловіки | Жінки | Жінки |
| -------- | ------- | ------- | -------- | -------- | ----- | ----- |
| одиниця  | осіб    | %       | осіб     | %        | осіб  | %     |
| все      | 14858   | 100     | 7356     | 49.51    | 7502  | 50.49 |
| міське   | 6394    | 100     | 3105     | 48.56    | 3289  | 51.44 |
| сільське | 8464    | 100     | 4251     | 50.22    | 4213  | 49.78 |

## Сусідні гміни
Гміна Добчице межує з такими гмінами: Величка, Вішньова, Ґдув, Мислениці, Рацеховіце, Сеправ.